# 阿斯库 (阿列日省)
阿斯库（法語：Ascou，法語發音：[asku]）是法国阿列日省的一个市镇，属于富瓦区。

## 地理
阿斯库（42°43'16"N, 1°51'43"E）面积35.59 平方千米，位于法国奧克西塔尼大區阿列日省，该省份为法国西南部内陆省份，西部和北部与上加龙省接壤，东临奥德省，东南至东比利牛斯省接壤，南与安道尔和西班牙接壤。
与阿斯库接壤的市镇（或旧市镇、城区）包括：阿克斯莱泰尔姆、米雅内斯、奥尔热、奥尔吕、索尔雅、拉法若勒。

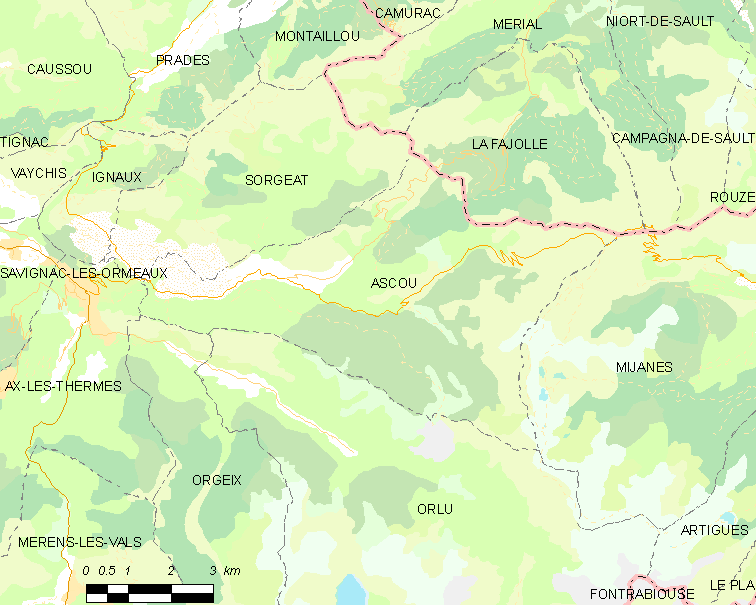
的OSM定位图

阿斯库的时区为UTC+01:00、UTC+02:00（夏令时）。

## 行政
阿斯库的邮政编码为09110，INSEE市镇编码为09023。

## 政治
阿斯库所属的省级选区为上阿列日县。

## 人口

1962-2008年间人口变化图示

阿斯库于2022年1月1日时的人口数量为115人。